# 哈隆根
Template:地图误译/机翻误译-德语
哈隆根（德語：Hallungen，發音：[ˈhalʊŋən]）是德国图林根州曾经的一个市镇，原属瓦特堡县，面积3.98平方千米，2023年12月31日人口为173人。2024年1月1日，哈隆根并入市镇南艾希斯费尔德，改属温斯特鲁特-海尼希县。